# IPADE商学院
泛美企業高級人員學院（Instituto Panamericano de Alta Direccion de Empresa，IPADE）隶属于墨西哥私立泛美大学（Panamerican University），于1967年成立。它是首所在墨西哥采用案例教学的学校，以解决公司管理中实际问题为侧重点。在商学院建校的40年历史中，共有22000名学生从不同的课程项目中毕业。
IPADE商学院与哈佛商学院，IESE商学院（西班牙）和纳瓦拉大学（巴塞罗那，西班牙）等建立了合作关系。另外，IPADE为在拉美其他国家（危地马拉、厄瓜多尔、哥伦比亚、阿根廷和秘鲁）以及欧洲（塞维利亚、西班牙）建立同类商学院做出了贡献。
IPADE商学院是一所天主教会学校。

## 教学
IAPDE的教师队伍由60名全职教授及来自北美和欧洲其他商学院的客座教授组成，在实际授课过程中还会根据需求邀请企业家参与实例讨论。
所有课程均采用案例教学。与传统的教学方式不同，IPADE鼓励多视角，多层面的理解能力和知识掌握，并强调个人在团队合作中的参与性和解决问题的实践能力。校委会的学识活动主要分为四个领域：调查研究，教学，咨询和校内行政管理。